# Lars Fredrik Blackstadius
Lars Fredrik Blackstadius, född 1814 i Falkenberg i Halland, död 1881 i Stockholm, var en svensk bryggare och destillator och ägare av Äppelvikens gård i Bromma väster om Stockholm. Mot slutet av 1840-talet började Blackstadius att bedriva brännerirörelse i Äppelviken i Stora Sjövillan, som byggdes 1847. Han var äldre bror till konstnären Johan Zacharias Blackstadius (1816-1898).

## Släkt och familj

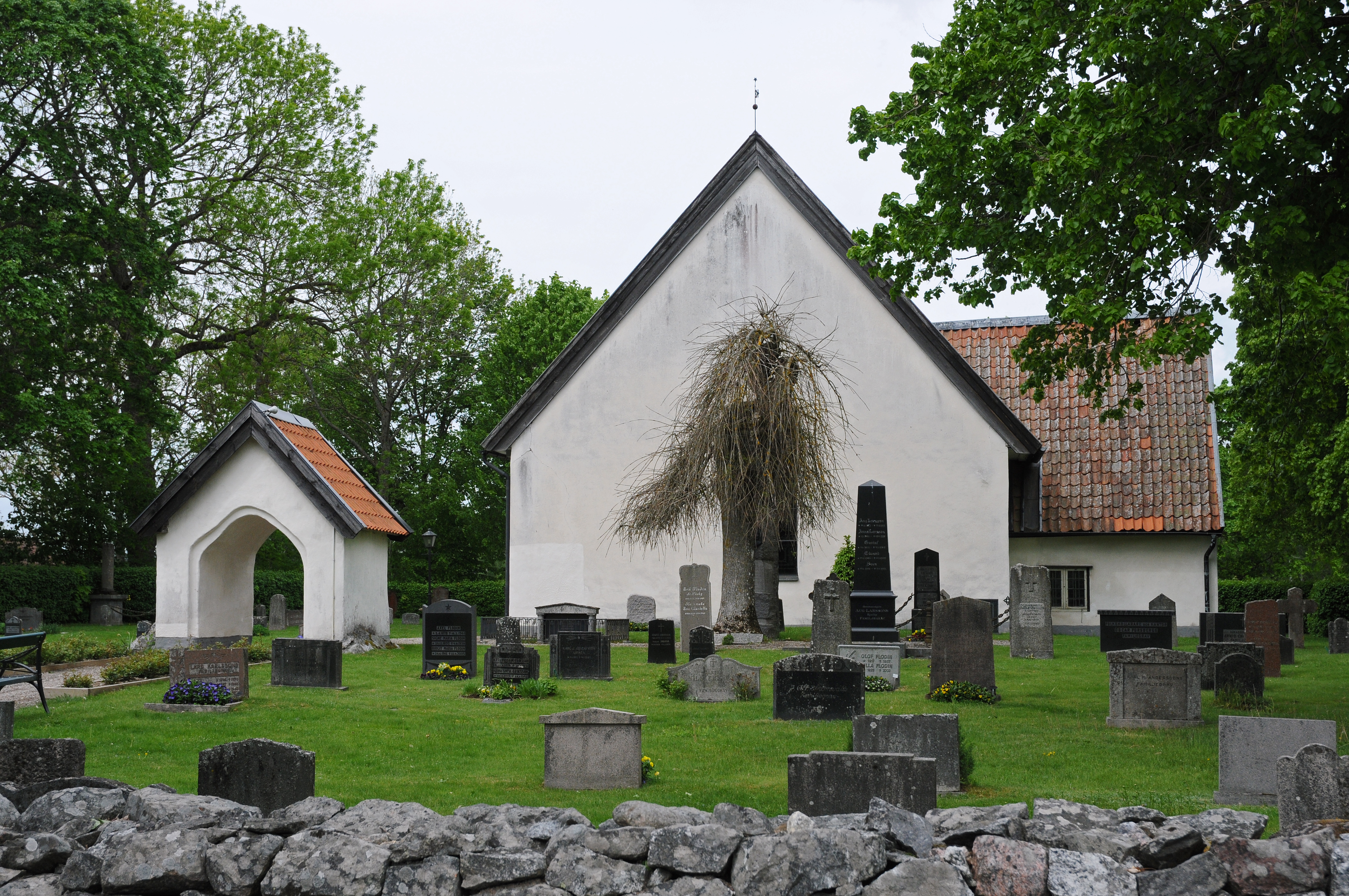
Blacksta kyrka i Blacksta socken i Södermanland är från 1100-talet.

Blackstadius var son till sjökaptenen Adolf Fredrik Blackstadius och Anna Fredrika Stenbäck.
Han tillhörde en gammal prästsläkt. Stamfadern var Laurentius Nicolai Blackstadius (1590-1640), född i Blacksta socken i Södermanland. Stamfadern var först konrektor i Västerås skola, nuvarande Rudbeckianska gymnasiet, och sedan kyrkoherde i Stora Kopparbergs församling, där han tjänstgjorde 1625-1640.
År 1850, vid 36 års ålder, gifte sig Lars Fredrik Blackstadius med Sofie Berg (1829-1909), som var av bryggarsläkt från Västervik. I äktenskapet föddes två söner och fyra döttrar.
Makarna är gravsatta på Norra begravningsplatsen i Solna kommun i Stockholms län. Här ligger även brodern Johan Zacharias Blackstadius och änkefru Lovisa Charlotta Berg, död 1887, svärmor till Lars Fredrik Blackstadius.

## Verksamhet

### Bryggerirörelse och brännvinsbränneri

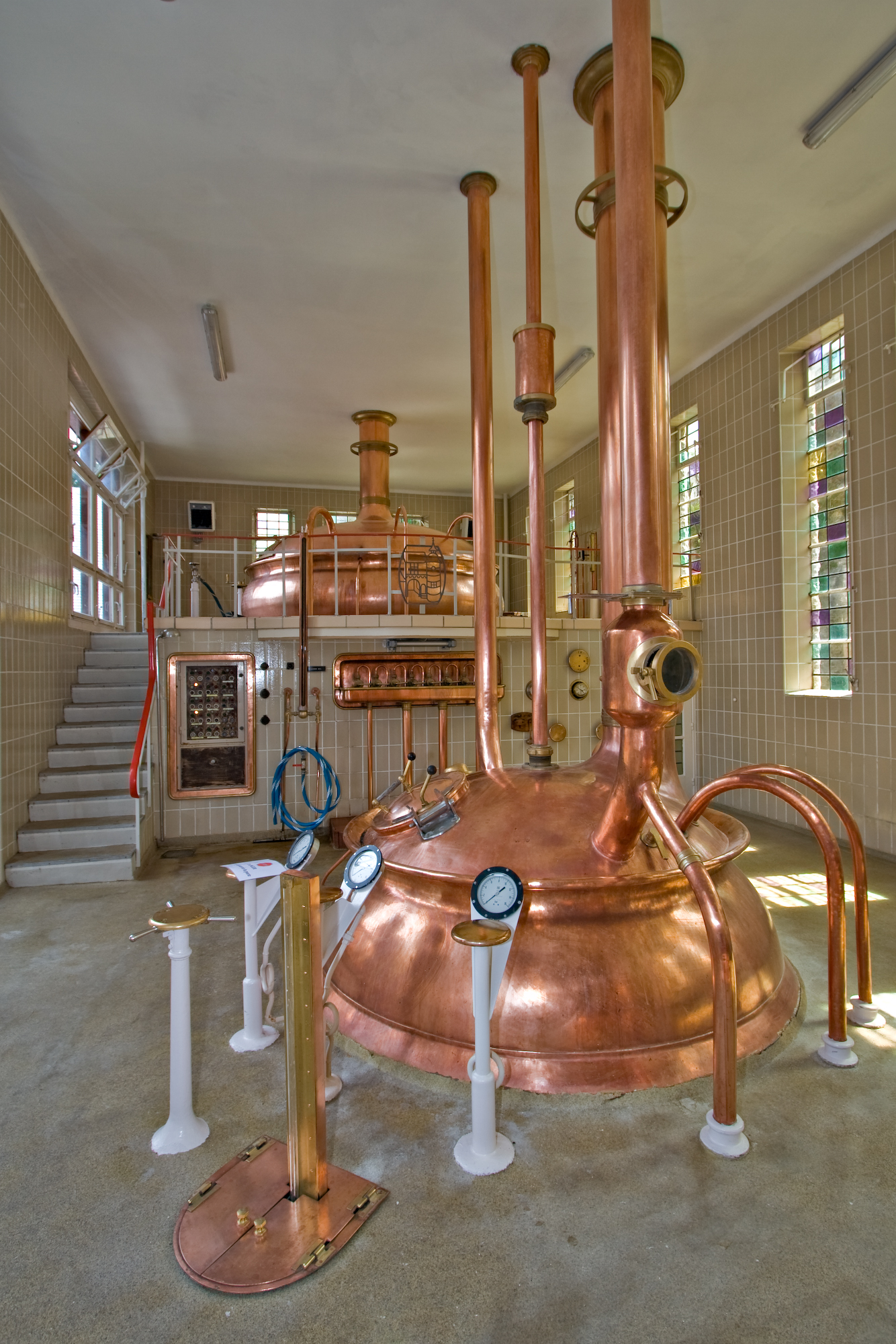
Så här kan ett modernt bryggeri se ut idag.

Vy över Gamla Äppelviken från Mälarens sjösida i Bromma (1891), med hamn, Äppelvikens gård, bränneri och färgeri. Oljemålning av konstnären Carl August Fahlgren (1819–1905).

Som destillator intog Lars Fredrik Blackstadius en framskjuten ställning inom sin kår. Bryggareämbetet upplöstes den 1 juli 1847 då delägarna bestämde att ombilda ämbetet till att bli enbart en pensionskassa, Bryggareämbetets pensionskassa. Blackstadius var en av stiftarna i "Bryggarämbetets pensionskassa". Han tillhörde Stockholms stadsfullmäktige ända sedan den startade. I Klara församling ägnade han sig under många år åt fattigvården.
Lars Fredrik Blackstadius hade bryggerirörelse för att tillverka öl vid Badstugatan i Stockholm och bedrev brännvinsbränneri för att tillverka brännvin (sprit, spritdryck) i Äppelviken från 1840-talet.

### Köpet av Äppelvikens gård för att tillverka brännvin
1847 flyttade Blackstadius till Äppelviken i Bromma för att tillverka brännvin. För detta ändamål byggdes ett stort tvåvåningshus, som han 1864 byggde om till corps-de-logis (mangårdsbyggnad). Det fick namnet Stora Sjövillan och är fortfarande bevarat.
Bränningen ägde rum i en stor byggnad, som då var rödmålad, idag är det Stora Sjövillan. Sedan dess är villan betydligt ombyggd. År 1864 lades bränningen ned och bränneriet byggdes helt och hållet om till corps-de-logis (manbyggnad). Övre våningen inreddes med flera rum i fil. Rummen måste ha gjort ett praktfullt intryck med sina helfranska dörrar.
År 1857 köptes torpet, som idag ligger på Äppelviksvägen 31 i Äppelviken i södra Bromma, av Blackstadius. Äppelvikens gård anlades 1754 och från den tiden kvarstår endast grundmuren av huset. En huvudbyggnad uppfördes i mitten av 1800-talet. Till gården hörde bland annat uthus, ladugård och ett lusthus, av vilka endast en ladugårdsbyggnad finns bevarad. Äppelvikens gård med tillhörande mark såldes 1908 till Stockholms stad. Gården hade dessförinnan använts som sommarbostad och hyrts ut till olika Stockholmsfamiljer.

### Blackstadius sålde Äppelvikens gård till Lars Montén år 1867
Äppelviken ingår idag i ett område som kallas Mälarstrandens sommarbebyggelse och det ingår i ett stråk av bebyggelse, som av Stockholms stadsmuseum pekats ut som en ålderdomlig och kulturhistoriskt värdefull miljö. Stora Sjövillan och grannhusen blev sommarnöjen för stockholmarna. År 1867 sålde Blackstadius gården till Lars Montén, som var ljusfabrikör i Alvik. Från 1870 var den vackra viken, en vik av Mälaren, vid Äppelviken, var mycket attraktiv för sommargäster. När stadsdelen Äppelviken byggdes ut åren 1913-1919 inordnades en del av husen i kvartersmönstret, medan sjövillorna ligger mera fritt i Mälarparken. Till 1866 bodde familjen Blackstadius på somrarna i den lilla byggnad, som idag är villan vid Äppelviksvägen 31. 1866 var villan något mindre än idag och har sedan dess ombyggts ett flertal gånger.
Lars Fredrik Blackstadius lät även vid 1800-talets mitt bygga ett antal hus vid vattnet som från början uppfördes som sommarvillor och hade en funktion i brännerirörelsen. Brännerirörelsen upphörde 1864 och därefter omvandlades husen till bostadshus, till en början främst som sommarnöjen.
Under åren 1870-1910 var Äppelviken mest känd för att ha varit sommarparadis för stockholmsborgare. De äldre husen, som ligger vid Äpplvikshamnen, utgör en idyll. I hamnen vid Stora Sjövillan finns idag bara fritidsbåtar. Tidigare låg här en stor brygga som användes som lossningsplats för mycket av det byggnadsmaterial, som behövdes för villabebyggelsen i Äppelviken under 1920-talet. De två vägarna som leder ner till Äppelvikshamnen är Klövervägen och Äppelviksvägen.

### De äldre husen vid Äppelvikshamnen

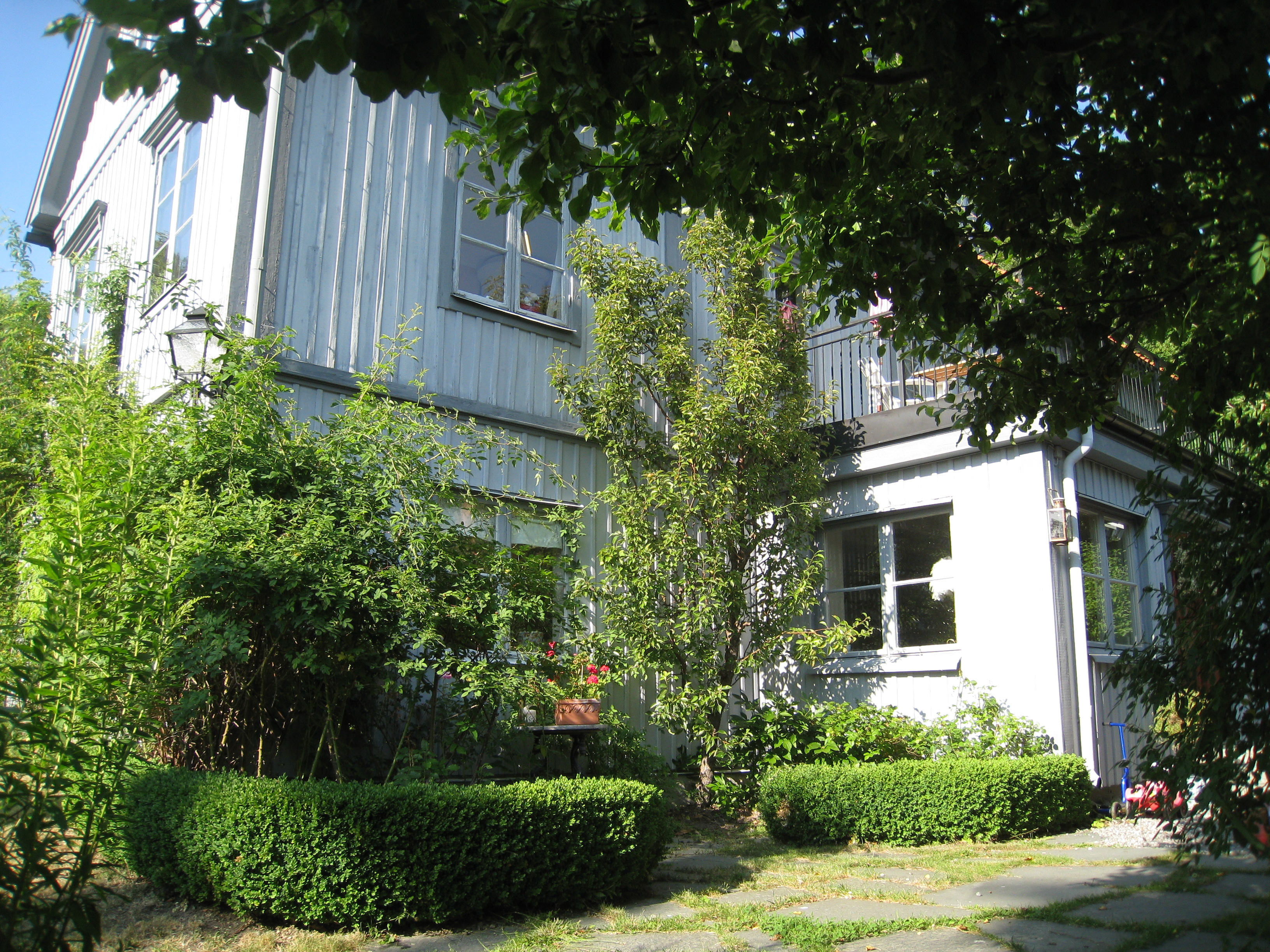
Äppelvikens gård på Äppelviksvägen 31 idag har en stenkällare med anor från 1700-talet. På 1750-talet tillkom de äldsta delarna av detta hus. Namnet Äppelviken kommer från detta torp, som numera är villabostad. Äppelviksvägen leder ned till viken vid Mälarstranden, där Mälarstrandens sommarbebyggelse ligger.

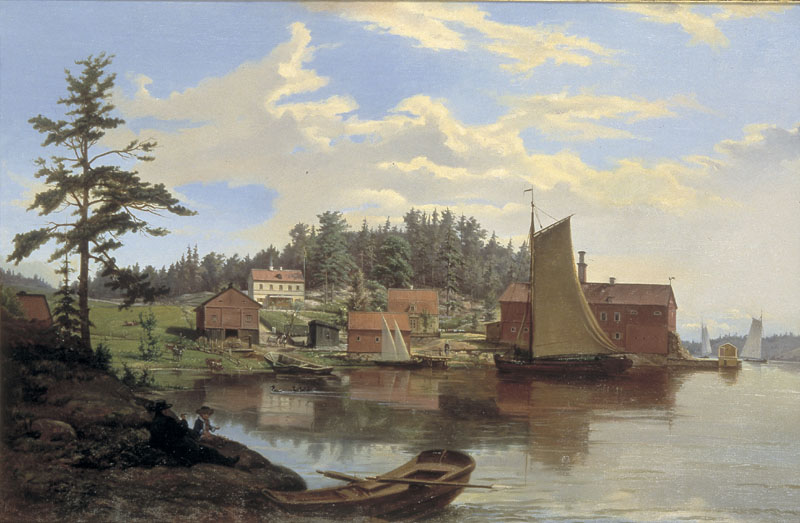
Vue af Äppelviken med Äppelvikens gård och Äppelvikshamnen i Bromma.
Oljemålningen med motivet Äppelvikens gård målades 1856 av Johan Zacharias Blackstadius och finns i Stockholms stadsmuseum. Äppelvikens gård är det vita huset till vänster. Stora Sjövillan är det röda huset som syns till höger.

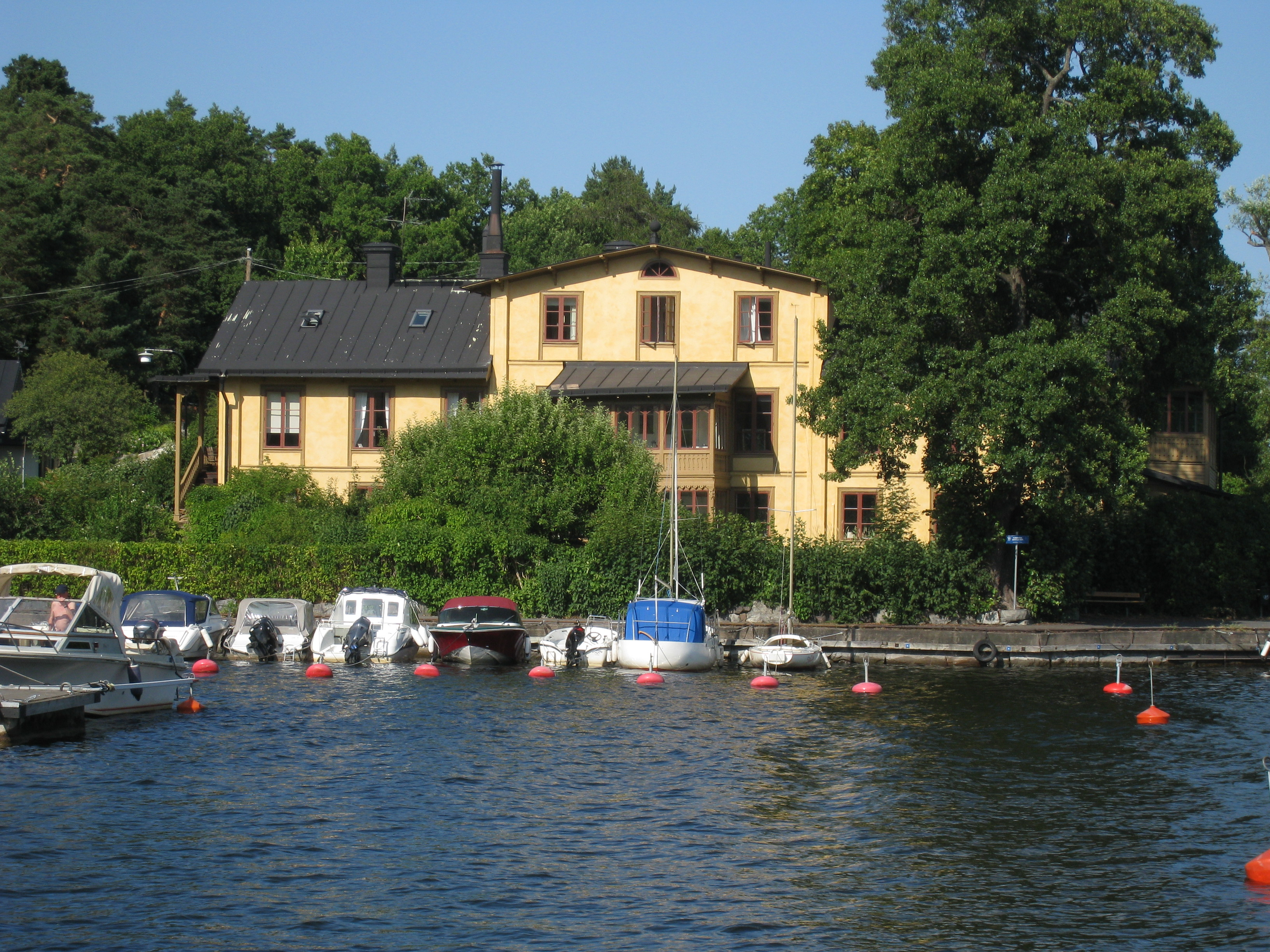
Stora Sjövillan, Äppelviksvägen 27, Bromma, ligger nere vid den vik vid Mälarens strand som har gett området dess namn. Huset var ett före detta bränneri.

- Stora Sjövillan. Stora Sjövillan byggdes 1847 av bryggaren och destillatören Lars Fredrik Blackstadius. Såsom ovan nämnts drev Lars Fredrik Blackstadius bryggerirörelse på Bastugatan, men rörelsen expanderade till Äppelviken på 1840-talet. Han köpte då Äppelvikens gård och använde den som sommarbostad. Den berömda ladan är en av gårdens gamla ekonomibyggnader. I Äppelviken byggde han ett bryggeri med tillhörande spannmålskvarn, dessa två hus kallas idag Stora Sjövillan och Mangelbodvillan. Här brände han brännvin fram till 1864, då bryggeriverksamheten lades ned. Huset byggdes då om till sommarhus för familjen Blackstadius och huset inreddes till sommarbostäder för uthyrning. Sjövillans övervåning inreddes för sommargäster. Stora Sjövillan hade en gång tre verandor. Verandan mot öster användes som väntrum för de ångbåtspassagerare som steg på och av vid ångbåtsbryggan, som fortfarande finns kvar. Under flera år hyrde man ut övervåningen till somargäster. Den södra verandan användes som väntrum för sommargäster som skulle resa med ångbåten från ångbåtskajen, som låg intill. Redan under 1800-talet byggdes huset om till permanentbostad för familjen Blackstadius och huset fick då sin utformning som det har än idag. Huset är numera permanentbostad för flera familjer. Enligt Stockholms stadsmuseum är denna lantliga idyll, som syns på konstnären Johan Zacharias Blackstadius oljemålning härintill, där korna betar på stränderna, idag en del av Brommas äldre villabebyggelse. Från 1870-talet var viken vid Mälarstranden med sina sommarnöjen mycket attraktiv för sommargäster. Vidare berättar Stockholms stadsmuseum att det grå huset uppe i backen är Äppelvikens gård. Huset finns kvar på Äppelviksvägen 31, nuvarande fastighetsbeteckning är Flyttblocket 3. Hit till Äppelviken flyttade på 1840-talet konstnärens bror, bryggaren Lars Fredrik Blackstadius. Han lät senare bygga Stora Sjövillan, där han tillverkade brännvin.
- Äppelvikens gård. År 1857 köpte Blackstadius torpet Äppelvikens gård av en grosshandlare Gustaf Daevel, som omkring år 1818 hade friköpt gården från Ulvsunda. Till gården hörde bland annat uthus, ladugård och ett lusthus. Av dessa fanns senare endast en ladugårdsbyggnad kvar. Äppelvikens gård fanns omnämnt för första gången i 1754 års jordebok som ett frälsetorp under godset Ulvsunda slott och från den tiden finns endast grundmuren av huset kvar. Huset ligger en bit upp på Äppelviksvägen vid nuvarande Äppelviksvägen 31 och där kan man skymta Äppelvikens gård. Den äldsta delen av huset är från 1700-talet, men huset har byggts om flera gånger sedan det ursprungligen uppfördes som torpbyggnad på 1750-talet.
- Spannmålskvarnen var en rund lada eller gång för ett dragdjur som gick runt, runt med mekanik som drev kvarnen, spannmålskvarnen hade från början en så kallad rundgång. Efter att bränneriverksamheten hade lagts ner byggdes kvarnen först om till drängbostad och sedan byggdes spannmålskvarnen om till mangelbod då familjen Blackstadius blev permanentboende. Huset kallas färför idag Mangelbodsvillan. Managelboden kom så småningom att byggas om till sommarboende för sommargäster, se nedan under Mangelboden.
- Lilla Sjövillan. Under senare delen av 1800-talet byggdes Lilla Sjövillan som sommarbostad av familjen Blackstadius för sommargäster. Huset användes också i början som tvättstuga för familjen Blackstadius och för sommargästerna. När Stockholms stad köpte Lilla Sjövillan 1909 lät man uppföra den stora verandan i söder. Numera är den permanentbostad.
- Alphyddan. Alphyddan byggdes i senare delen av 1800-talet som sommarbostad för sommargäster. Det är okänt vem som är byggherre. Idag är huset permanentbostad, men har kvar sin karaktär av sommarbostad.
- Bergshyddan. I Bergshyddan brände Blackstadius brännvin av renlav åren 1867-1874. Huset uppfördes 1867 till lavbränneri. "Här skulle enligt professor Sten Stenbergs metod brännas brännvin av renlav, ett företag som synbarligen slog mindre väl ut, ty driften nedlades ett par år senare, varpå det hela (1874) ombyggdes till sommarbostad."
- Mangelboden. Mangelboden ligger bakom Stora Sjövillan. När bränneriet lades ned inreddes en mangelbod med drängkammare vid sidan om. Mangelboden inreddes för sommargäster.
- Kulan. 1864 sålde Blackstadius sin gård till Lars Montén. Under senare delen av 1800-talet byggdes därefter huset Kulan som sommarbostad. Monténs systersonson Eric Bergstedt använde Kulan som sommarbostad.[9] Huset är idag permenentbostad.

## Blackstadius' sommarvillor i Äppelviken

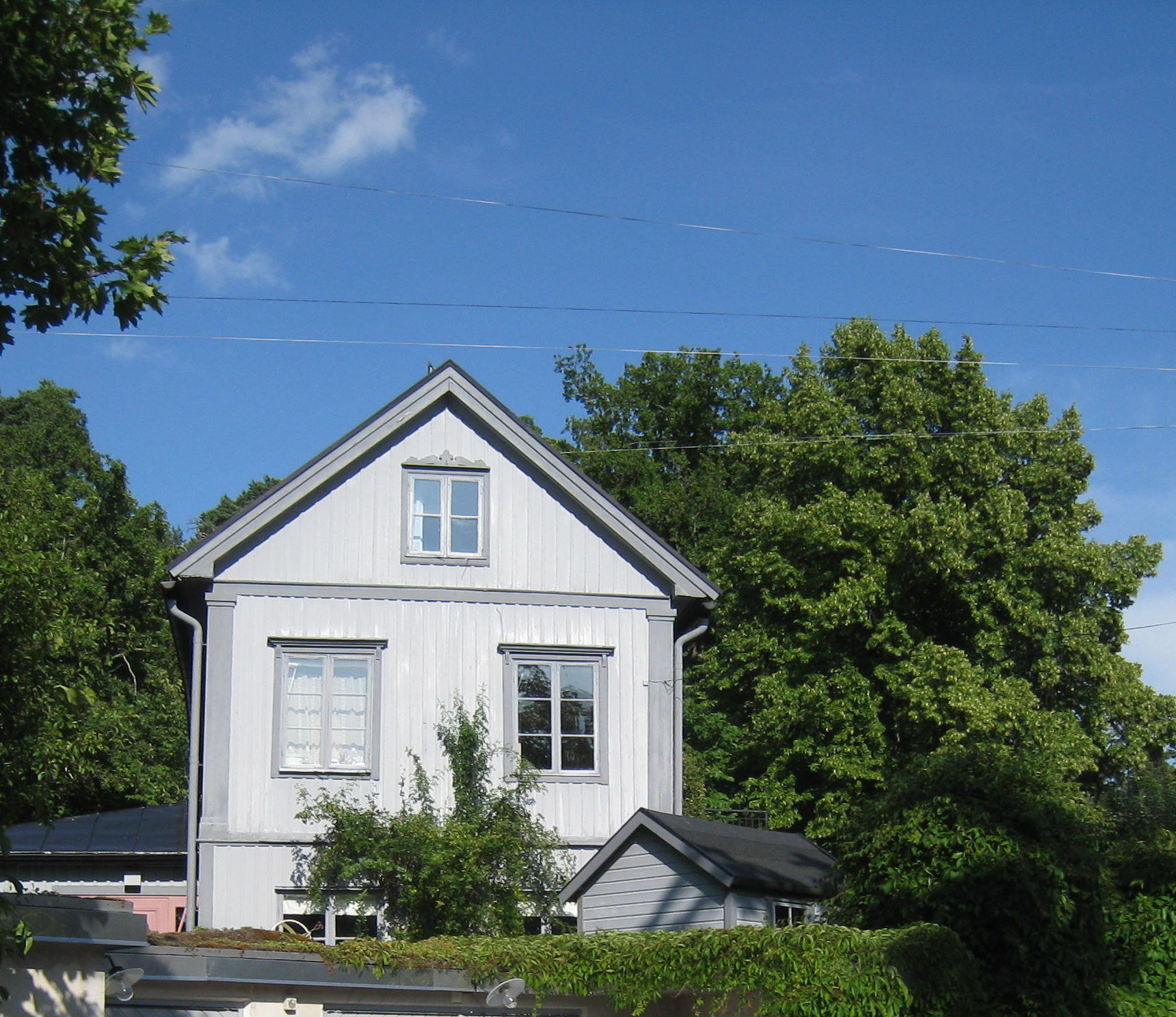
Äppelvikens gård, Äppelviksvägen 31.
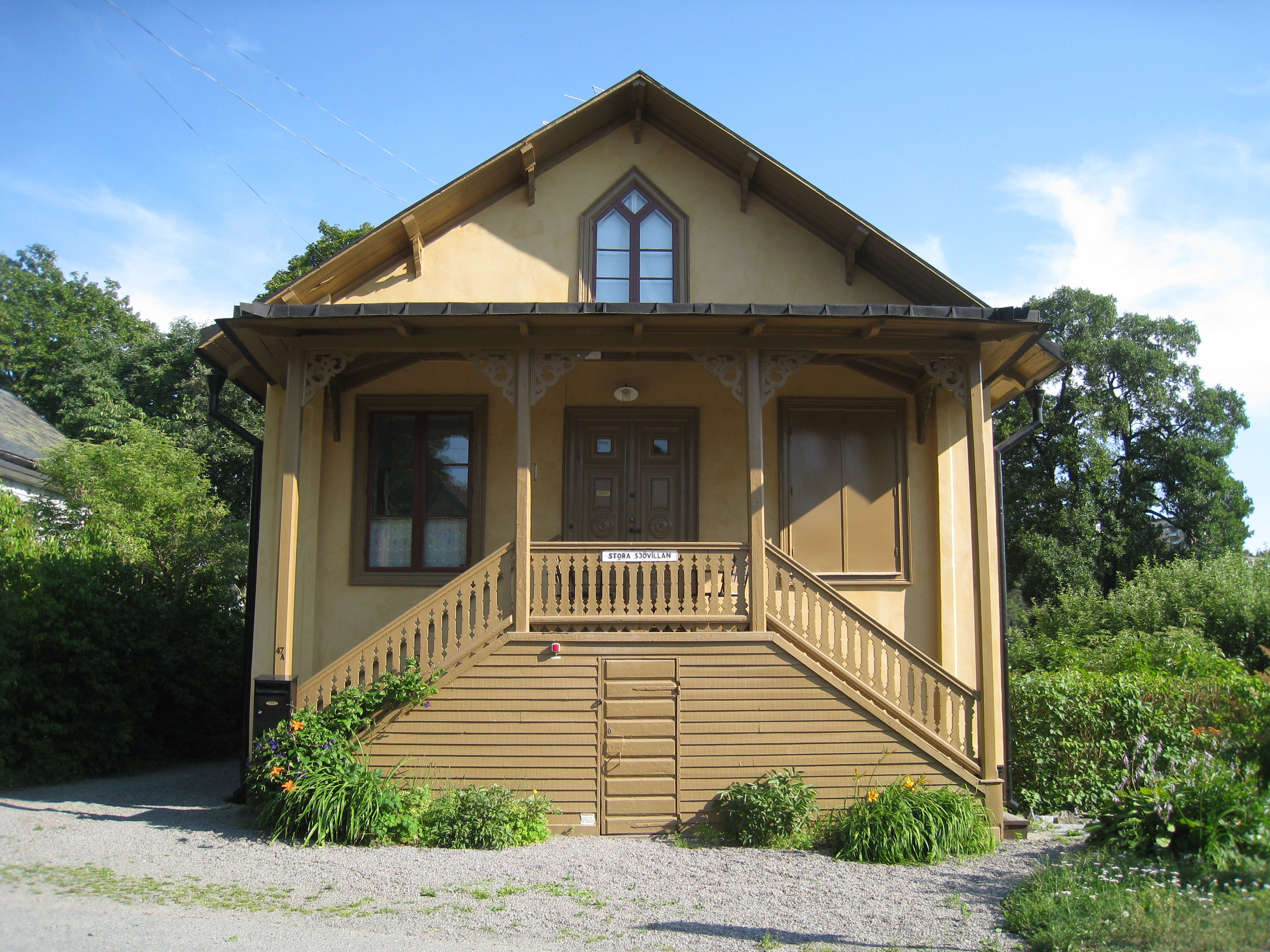
Stora Sjövillan.
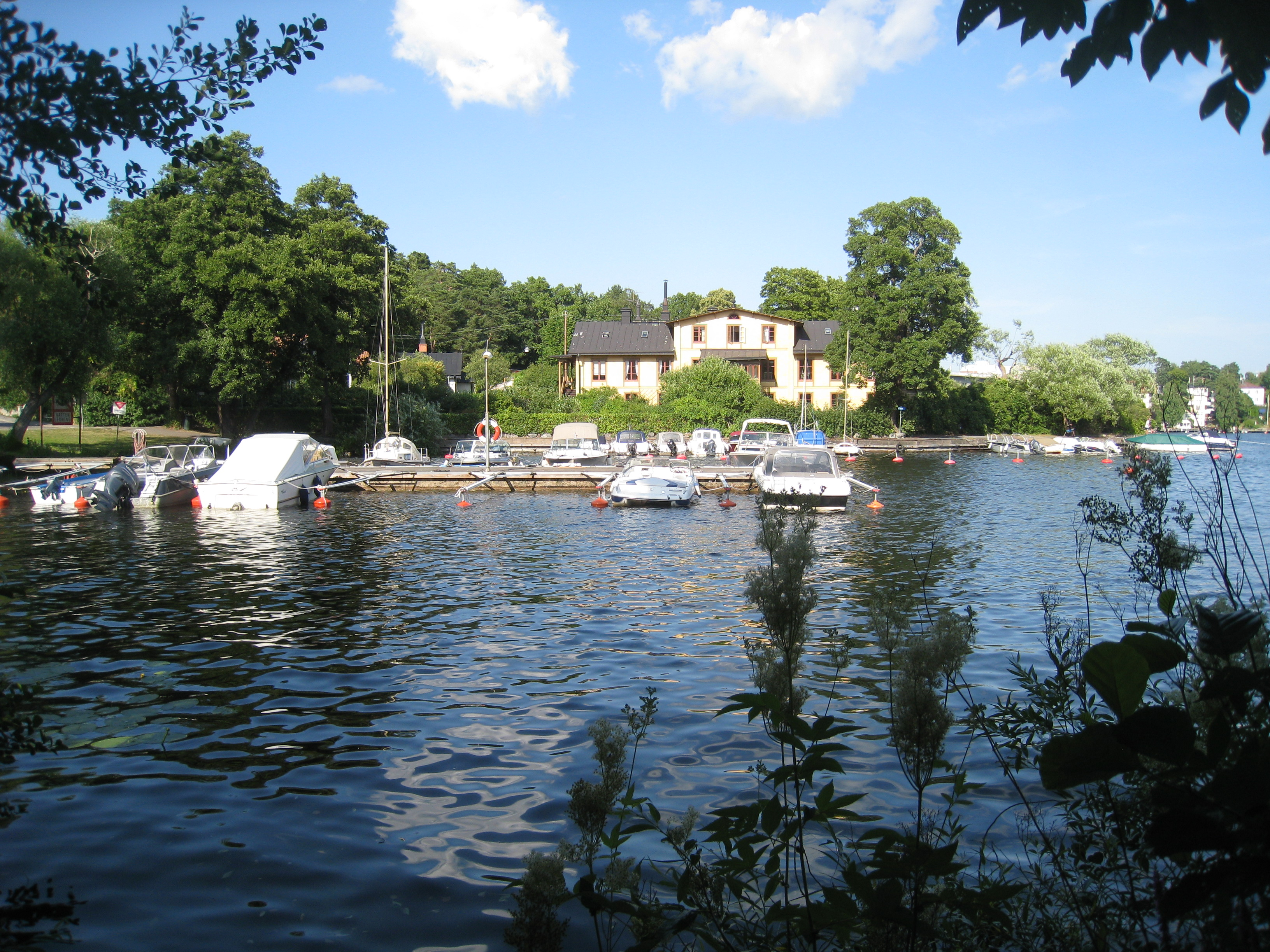
Utsikt mot Stora Sjövillan från Borgberget.
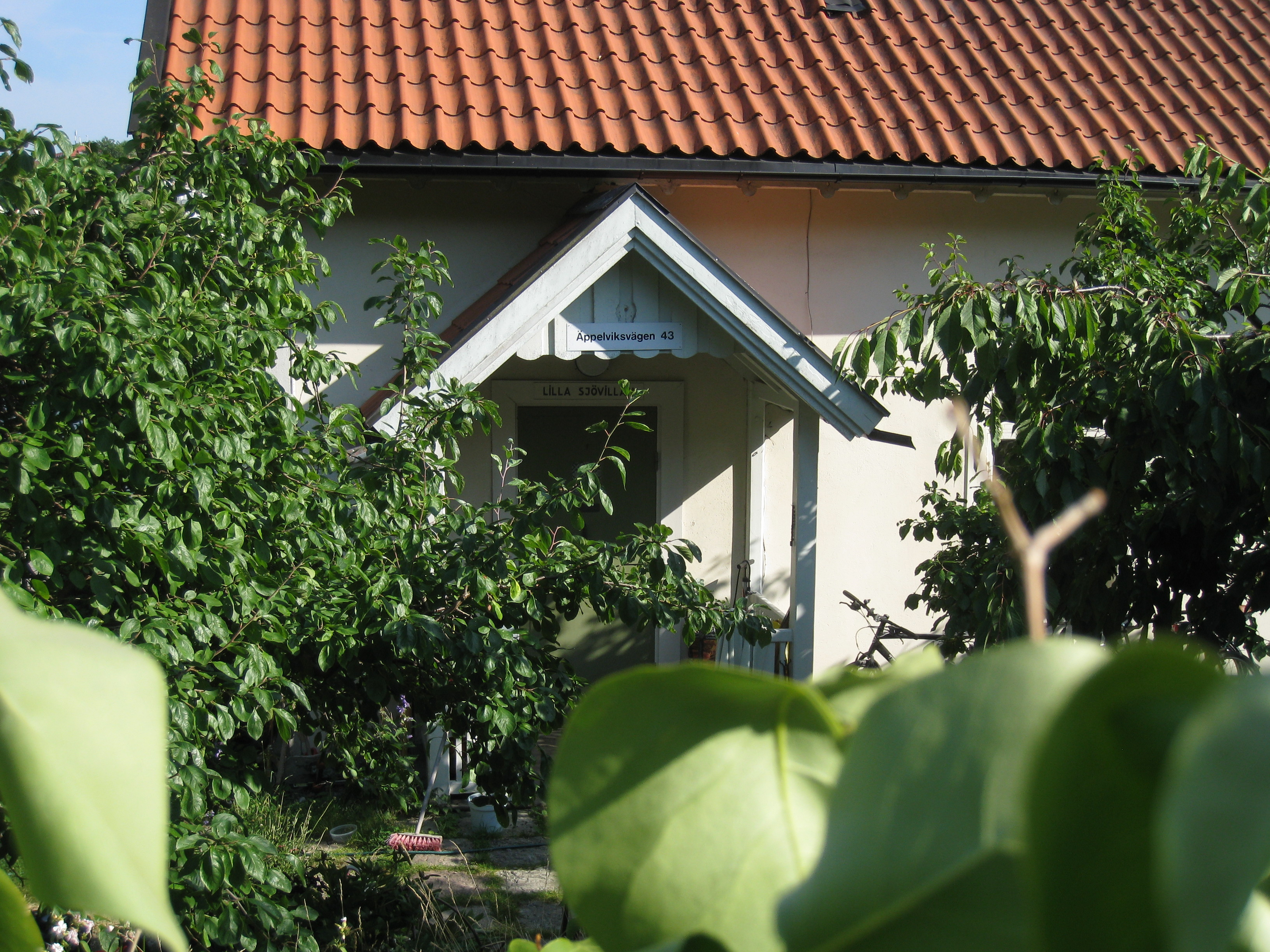
Lilla Sjövillan.
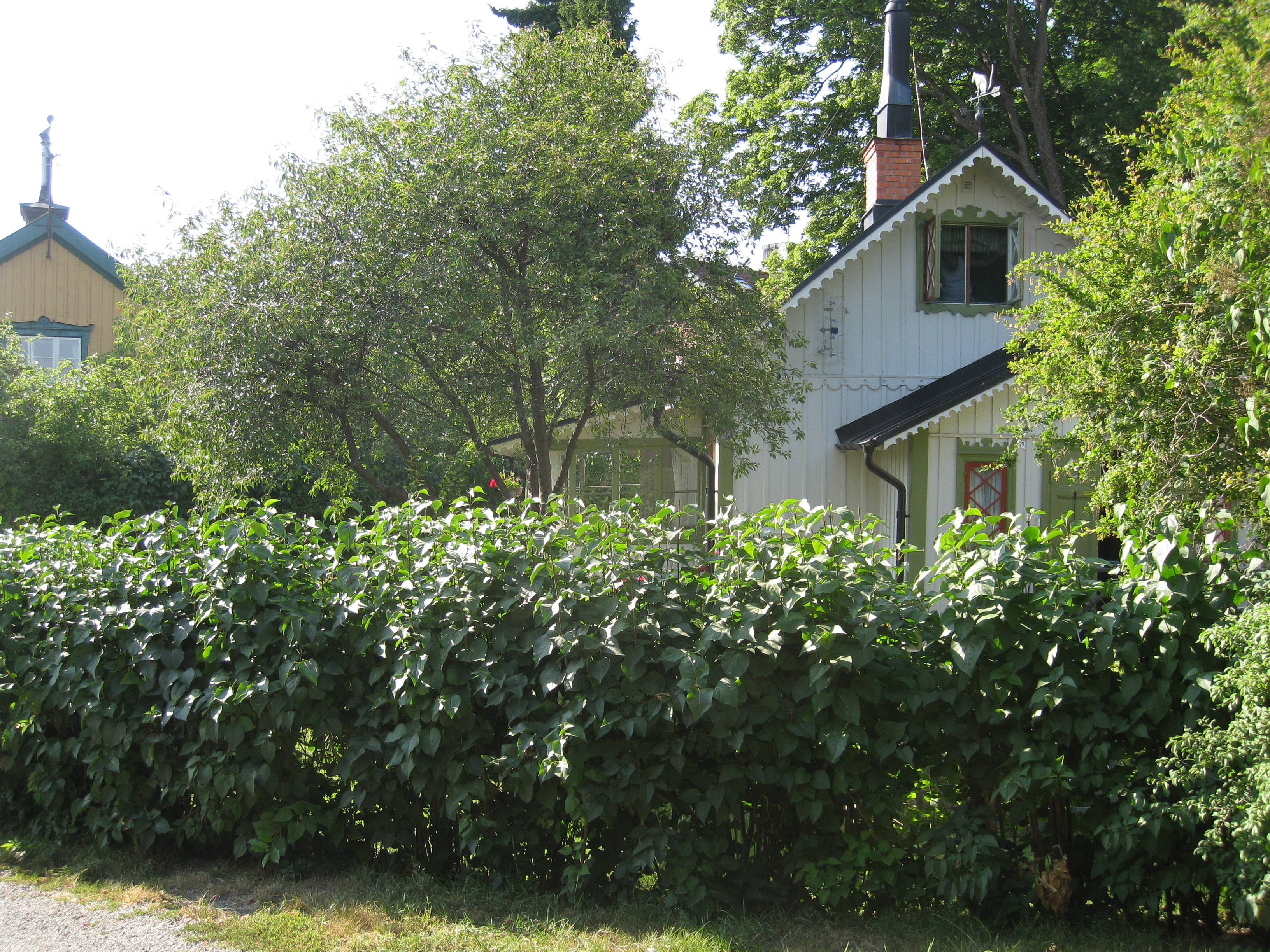
Alphyddan.
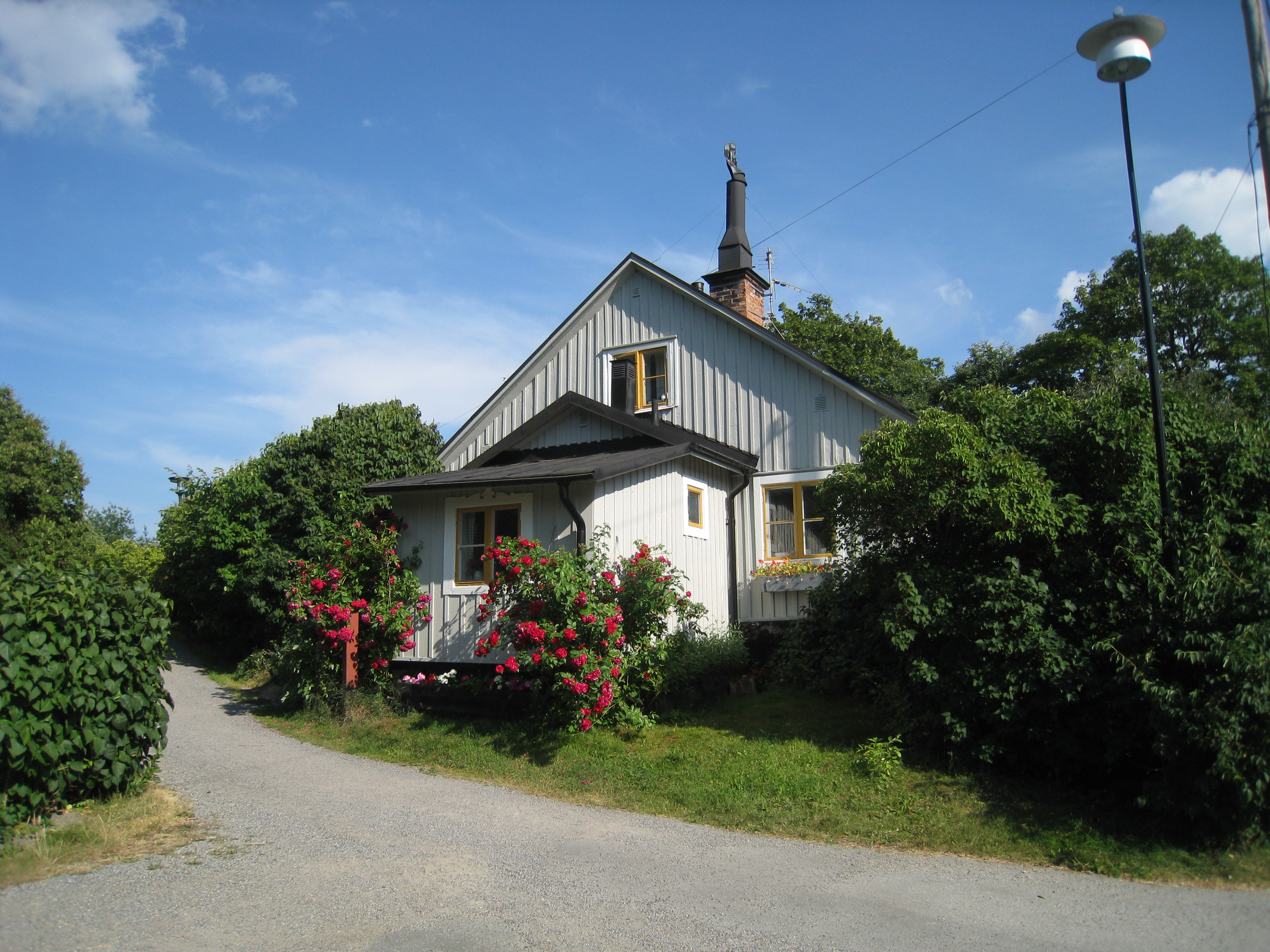
Mangelbodvillan.
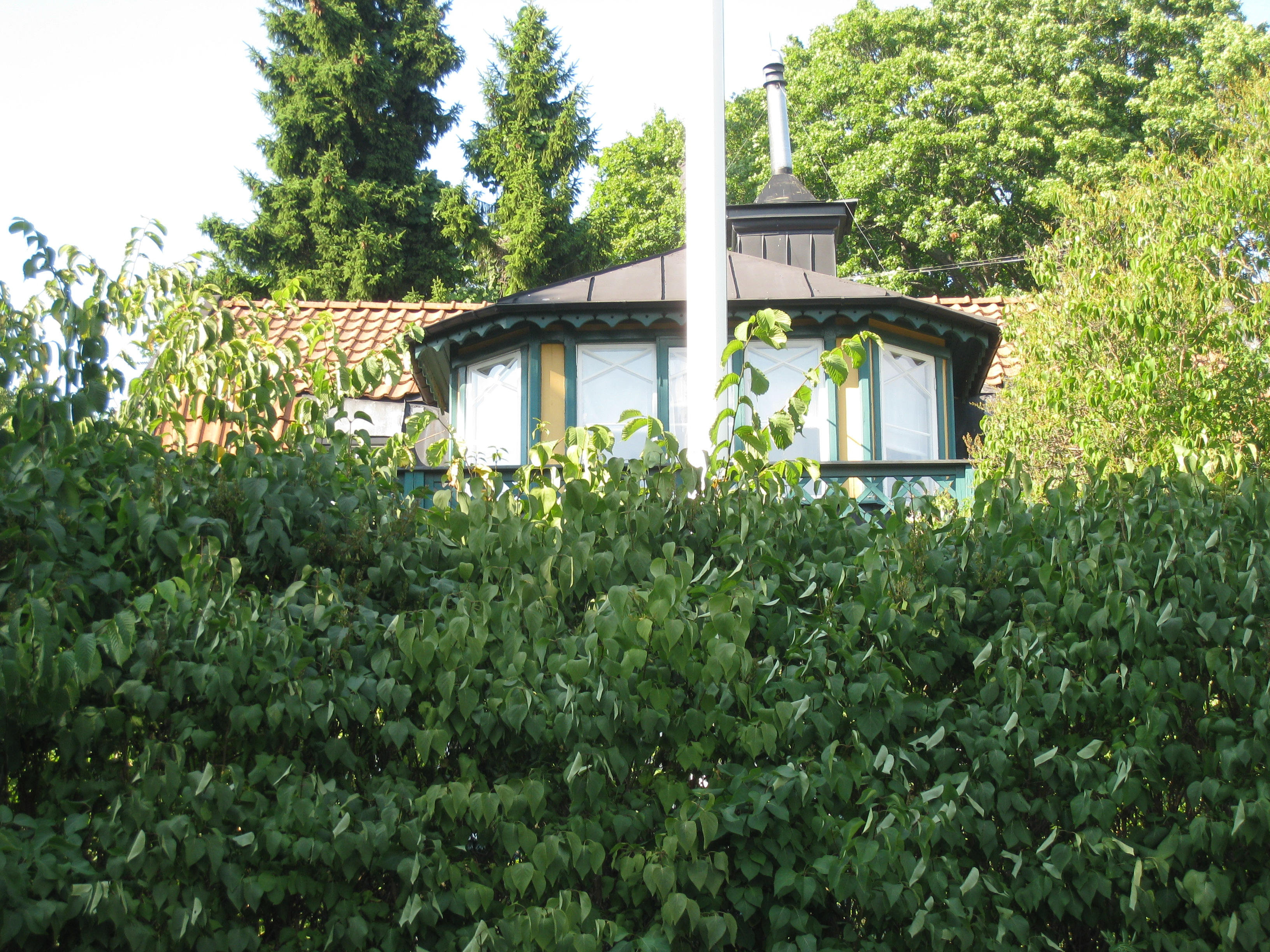
Kulan.

## Sten Stenbergs metod

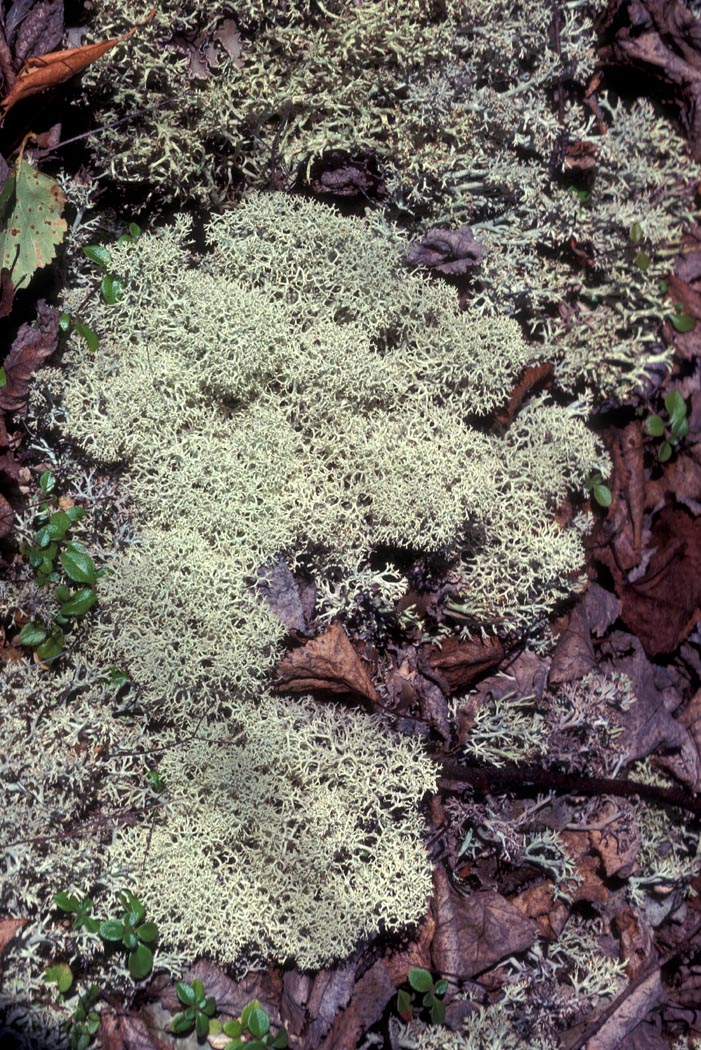
Grå renlav, Cladonia ragifernia

Lars Fredrik Blackstadius använde Sten Stenbergs metod vid sin tillverkning av lavbrännvin. Sten Stenberg (1824-1884) var läkare och professor. Genom sina försök att använda lavar vid framställning av druvsocker och alkohol, bland annat redovisade i Om tillverkning af lafbränvin (1868), gav han upphov till en ny, men kortlivad industri, lavbrännvinstillverkningen. De olika kvartersnamnen Destillatorn, Brännmästaren och Renlaven, som alla är belägna nere i gamla Äppelviken, utefter Klövervägen och Poppelvägen, påminner oss om Äppelvikens industriperiod. 
I en brännvinsförordning från år 1741 skildes på husbehovsbränning och "salubränning", det vill säga kommersiell brännvinsframställning. I början av 1830-talet uppgick antalet husbehovspannor i bruk i Sverige uppgick till över 170 000. Därefter minskade antalet husbehovspannor, eftersom de kommersiella ångbrännerierna ökade i antal. 1853 uppgick antalet dock fortfarande till över 30 000. Under 1850-talet ökade alkoholmissbruket och från 1855 skärptes brännvinnslagstifningen och beskattningen. Möjligheten till husbehovsbrönning avskaffades helt år 1860.
Brännvinsbränningen i Äppelviken började 1867, men bränneriperioden blev således kort och 1874 byggdes huset om till sommarbostad för sommargäster. Av Bergshyddan, som var ett tvåvåningshus, kan man idag endast se några grundstenar, efter det att huset kraftigt förfallit och brann ned 1974.

## RVO
År 1878 blev Lars Fredrik Blackstadius riddare av Vasaorden.

## Noter

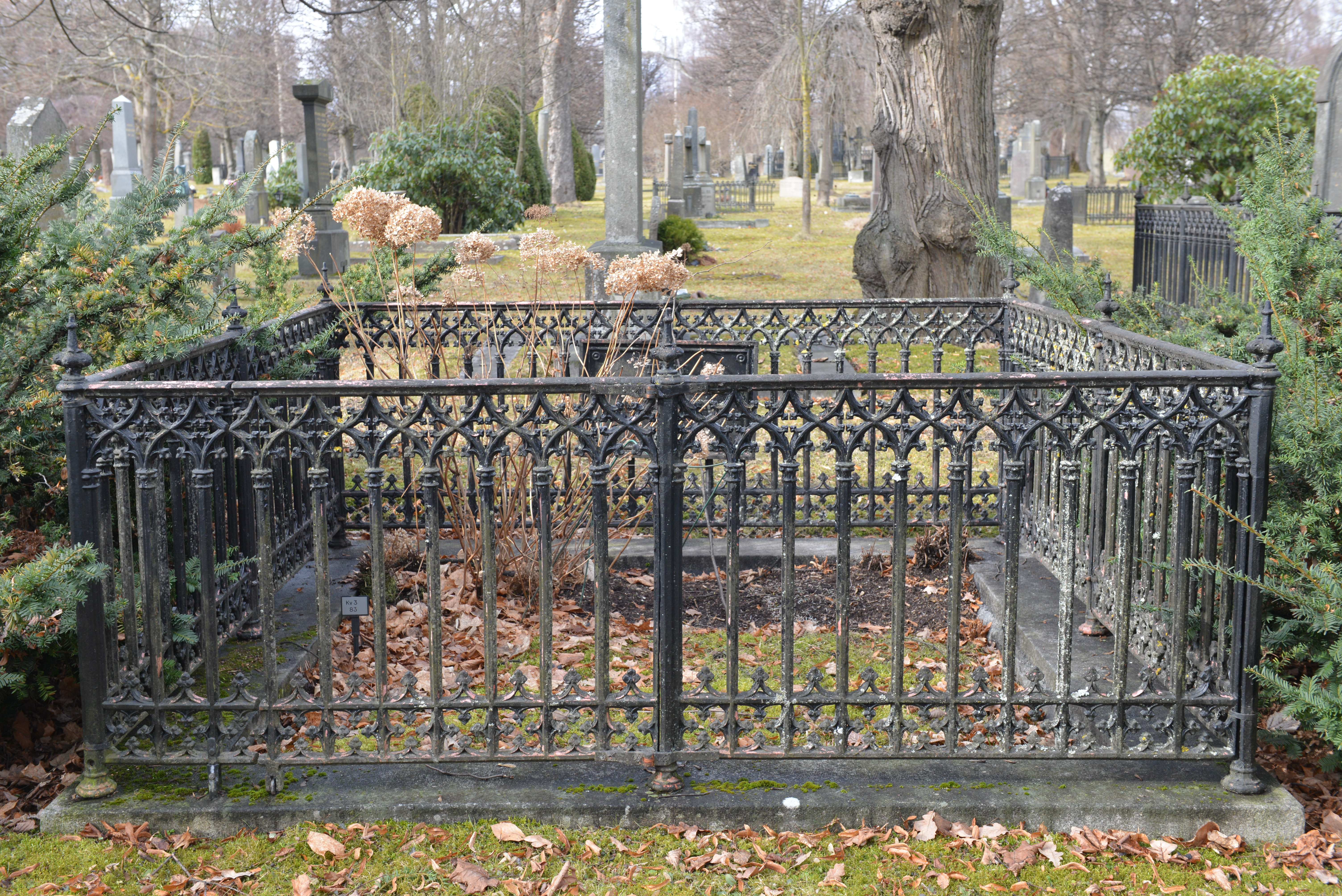
Lars Fredrik Blackstadius (1814-1881) gravvård på Norra begravningsplatsen. Lars Fredrik Blackstadius familjegrav med hustrun Sofie Berg (1829-1909). Här ligger även brodern Johan Zacharias Blackstadius (1816-1898) och änkefru Lovisa Charlotta Berg, död 1887, svärmor till Lars Fredrik Blackstadius.

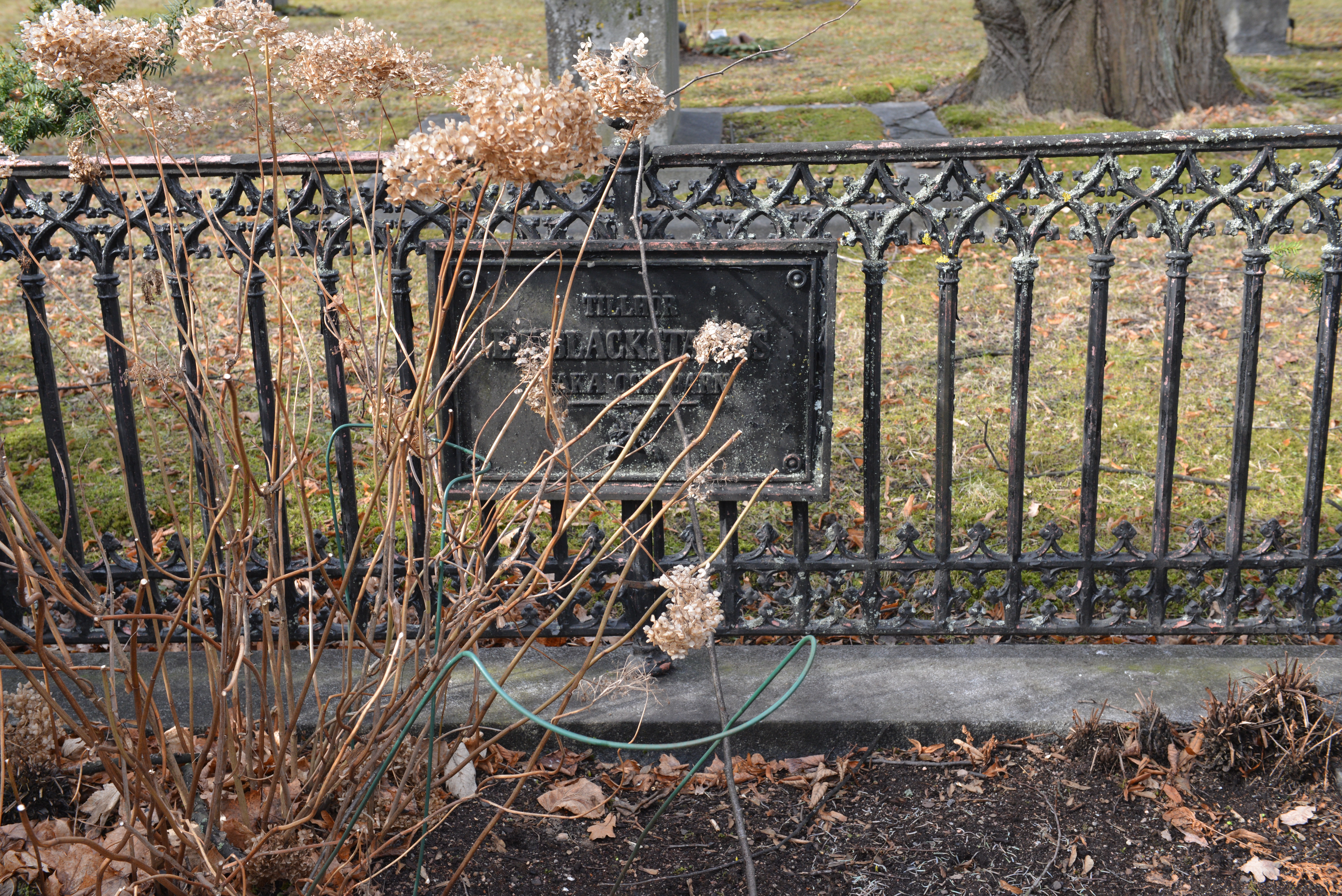
Lars Fredrik Blackstadius gravsten på Norra Begravningsplatsen.